# Fabrizio Bentivoglio
Fabrizio Bentivoglio (ur. 4 stycznia 1957 w Mediolanie) – włoski aktor filmowy i teatralny, okazjonalnie również reżyser i scenarzysta.

## Życiorys

### Wczesne lata
Urodził się w Mediolanie jako jedyne dziecko gospodyni domowej i dentysty. Jego ojciec urodził się w Wenecji. Uczęszczał do szkoły naukowej im. Leonarda Da Vinci, kultywując pasje do piłki nożnej i muzyki. We wczesnej młodości Fabrizio grał jeden sezon, w latach 1970-1971, w młodzieżowej drużynie we włoskim klubie piłkarskim Inter Mediolan. Jednak ze względu na uszkodzenie lewego kolana, pozostawił karierę sportową i uczęszczał do szkoły teatralnej Piccolo Teatro di Milano. 

### Kariera
Debiutował na scenie w tragedii szekspirowskiej Tymon Ateńczyk (1978), a następnie wystąpił w spektaklach: Burza (1978), Straszni krewni (I parenti terribili, 1979) Jeana Cocteau, W konspiracji milczenia (Prima del silenzio, 1980), Skąpiec (1981) Moliera, Prawdziwa historia (La vera storia, 1982) Italo Calvino w Teatro La Scala w Mediolanie, Gli amanti dei miei amanti sono miei amanti (1982), Miłosny krąg (Metti una sera a cena, 1983), Dla miłości jedna śmierć (D’amore si muore, 1985), Włochy-Niemcy 4-3 (Italia-Germania 4 a 3, 1987) i operze Widok z wojny luny (La guerra vista dalla luna, 1995).
Nie ukończył studiów medycznych i przeniósł się do Rzymu, gdzie kontynuował swoją karierę w kinie. Debiutował u boku Franco Nero w dramacie kryminalnym Niebieskooki bandyta (Il Bandito dagli occhi azzurri, 1980) jako komisarz „Rick” Riccardo. Potem zagrał w dramacie Leopold von Sacher Masoch (Masoch, 1980), adaptacji powieści Aleksandra Dumasa Dama kameliowa (La Storia vera della signora dalle camelie, 1981) w roli Dumasa z Isabelle Huppert, Zepsuta zabawa (La Festa perduta!, 1981), thrillerze Śmierć w Watykanie (Morte in Vaticano, 1982) z Terence Stampem, Kobieta cudów (La Donna delle meraviglie, 1985) z Claudią Cardinale i Benem Gazzarą, Montenapoleone (Via Montenapoleone, 1985) z Carol Alt, ekranizacji powieści Oscara Wilde’a Salome (1986), niezależnej produkcji Regina (1987), dramacie Rebus (1989) z Charlotte Rampling, komedii Marrakesz ekspress (Marrakech express, 1989), thrillerze Apartment Zero (1989) u boku Harta Bochnera i Colina Firtha oraz Turnèe (Turnè, 1990), do którego również napisał scenariusz.
Rola Pietro De Leo w romansie Rozdarta dusza (Un Anima divisa in due', 1993) przyniosła mu Puchar Volpiego dla najlepszego aktora na 50. MFF w Wenecji, gdzie odebrał potem nagrodę FEDIC Award – Special Mention za film krótkometrażowy Nic (Tipota, 1999) z Valerią Golino, którego był reżyserem, scenarzystą i odtwórcą głównej roli. Film ten otrzymał także nagrodę na festiwalu w São Paulo. Za postać Giorgio Ambrosoli, prawnika, który otrzymuje polecenie przeprowadzenia likwidacji banku Privata Finanziaria, którego właścicielem jest związany z mafią sycylijski biznesmen zatrudniony przez papieża Pawła VI jako doradca w Watykanie w dramacie Michele Placido Zwyczajny bohater (Un Eroe borghese, 1995) odebrał nagrodę na festiwalu filmowym w Montrealu. Został także dwukrotnie uhonorowany nagrodą David di Donatello; jako Piero Nava, komiwojażer, który postanowił złożyć zeznania jako świadek zabicia sędziego przez dwóch członków sycylijskiej mafii w dramacie Naoczny świadek (Testimone a rischio, 1996) oraz za kreację Antonio, w dramacie kryminalnym Michele Placido Stracona miłość (Del perduto amore, 1998). Dobre recenzje zebrał również za rolę Carlo Ristuccia w komedii romantycznej Gabriele Muccino Pamiętaj mnie (Ricordati di me, 2003) z Monicą Bellucci. Został także doceniony przez krytyków jako reżyser komedii biograficznej Zapomnij, Johnny! (Lascia perdere, Johnny!, 2007) z Valerią Golino, zdobywając nominację do nagrody David di Donatello.

## Życie prywatne
W latach 1993–2001 związany był z aktorką Valerią Golino.